# امهرست‌برگ
امهرست‌برگ (به انگلیسی: Amherstburg) یک شهرک در کانادا است که در انتاریو واقع شده‌است.

## خصوصیات
امهرست‌برگ ۱۵٫۵۷ کیلومترمربع مساحت و ۲۱٬۵۵۶ نفر جمعیت دارد.